# Viking Link
Viking Link est un câble électrique sous-marin HVDC de 1 400 MW entre le Royaume-Uni et le Danemark achevé en 2023.

## Itinéraire
Le câble relie Bicker Fen dans le Lincolnshire, au Royaume-Uni, et Revsing, dans le sud du Jutland, au Danemark.
Il est d'une longueur de 765 km dont 650 km traversent les eaux territoriales danoises, allemandes, néerlandaises et britanniques. Il croise le câble sous-marin NorNed.

## Caractéristiques
L'interconnecteur est capable de transmettre jusqu'à 1 400 MW à 525 kV soit une capacité de transport annuelle de 12,3 TWh.
Le câble est composé de cuivre, d'acier, de papier et de plastique et pèse environ 40 kg par mètre.
Sa capacité et sa longueur sont similaires à celles de la liaison entre le Royaume-Uni et la Norvège en mer du Nord (North Sea Link).

## Propriété
Le projet est une coopération entre l'anglais National Grid et le danois Energinet.

## Historique du projet
En novembre 2015, Viking Link a été inscrit sur la liste des « projets d'intérêt commun » de l'UE, aux côtés du câble COBRA entre le Jutland et les Pays-Bas, et du câble passant par le parc éolien en mer danois de Kriegers Flak vers l'Allemagne.
En janvier 2017, Viking Link a annoncé un montant de 1,3 milliard d'euros pour sept contrats comprenant tous les aspects de la construction, puis de l'entretien des composantes terrestres et maritimes de la liaison.
En mars 2017, Fugro a annoncé l'achèvement de son contrat d'étude des fonds marins pour la section sous-marine de l'interconnecteur.
Selon certains experts, dont le responsable de la stratégie de National Grid, la décision du Royaume-Uni de quitter l'UE peut avoir une influence négative sur les efforts déployés pour relier le réseau électrique britannique au continent et mettre en suspens les interconnexions prévues, telles que Viking Link. En réaction au référendum sur le Brexit, Viking Link a déclaré que les plans de construction et d'exploitation de l'interconnexion restent inchangés et qu'ils considèrent qu'il est peu probable que le projet soit influencé, car il dispose d'une solide analyse de rentabilité, tandis que National Grid affirme que la sortie du marché intérieur de l'énergie mettrait en péril les projets d'interconnexion tels que Viking Link.
En juillet 2019, Viking Link a annoncé trois contrats totalisant 1,1 milliard d'euros, un avec Siemens pour les deux sous-stations terrestres et deux pour la fabrication et la pose des câbles sous-marins qui seront réalisés par Prysmian Powerlink Srl et NKT HV Cables AB. Les travaux de construction devaient commencer mi-2020 et s'achever d'ici fin 2023.
En novembre 2019, il est annoncé que les travaux de préparation avaient commencé sur la plage au Danemark.
En décembre 2019, des contrats ont été attribués pour les travaux de construction terrestres au Royaume-Uni.
En juillet 2020, Viking Link a annoncé que les travaux avaient commencé sur l'interconnexion de 765 km. La construction a commencé avec la construction d'une route d'accès à Bicker Fen.
En février 2021, Balfour Beatty a commencé les travaux de forage pour le projet.
Les câbles terrestres et sous-marins ont été installés entre 2020 et 2023.
En 2023, l'entrepreneur en pose de câbles Prysmian a annoncé que les câbles terrestres et 870 km des 1 250 km du câble sous-marin double avaient été posés, les 380 km restants sont posés entre avril et juillet 2023. La section sous-marine de la liaison est achevée en juillet 2023.
En août 2023, le câble, y compris ses terminaux et ses jonctions terrestres et sous-marines, a subi des essais électriques finaux à 735 kV, soit 40 % de plus que sa tension nominale de fonctionnement.
La construction d'une nouvelle ligne électrique de support de 400 kV au Danemark pour augmenter la capacité de transport interne (et réduire les lignes électriques aériennes de 324 km à 145 km) a été retardée jusqu'à fin 2025.
La mise en service du câble sous-marin a commencé en novembre et décembre 2023 et l'exploitation commerciale a débuté le 29 décembre 2023. Cependant, la capacité est limitée à 800 MW dans un premier temps jusqu'à ce que le réseau associé soit achevé au Danemark vers 2025, .

## Impact économique
Le câble augmentera le niveau d'interconnexion électrique du Royaume-Uni (capacité de transport par rapport à la capacité de production). En 2014 son taux est relativement faible, à 6 %.
Le Viking Link donnera au Royaume-Uni accès à la zone de marché Danemark Ouest (DK1) du Nord Pool Spot et vice versa. Une analyse réalisée en 2016 a montré un bénéfice global de 5,6 milliards de DKK pour la société utilisant Viking Link, et un bénéfice de 20 milliards de DKK pour les pompes à chaleur dans le chauffage urbain. La combinaison des deux génère un bénéfice de 22,8 milliards DKK. D’ici 2022, les prix devraient augmenter de 15 DKK/MWh au Danemark et baisser en Angleterre. L'investissement est estimé à 13,4 milliards de DKK.